# Połoszky
Połoszky (ukr. Полошки) – wieś na Ukrainie, w obwodzie sumskim, w rejonie szosteckim, w hromadzie Głuchów, nad rzeką Rakytą. W 2001 roku liczyła 1334 mieszkańców.